# 卢济尼亚克
卢济尼亚克（法語：Louzignac，法語發音：[luziɲak]）是法国滨海夏朗德省的一个市镇，位于该省东部，属于圣让当热利区。

## 地理
卢济尼亚克（45°50'9"N, 0°14'15"W）面积6.13 平方千米，位于法国新阿基坦大区滨海夏朗德省，该省份为法国西部滨海省份，北起旺代省，西临大西洋，南至吉倫特省，东南接多爾多涅省，东北接德塞夫勒省接壤，东临夏朗德省。
与卢济尼亚克接壤的市镇（或旧市镇、城区）包括：巴朗、布里苏马塔、安普、谢克、索纳克。

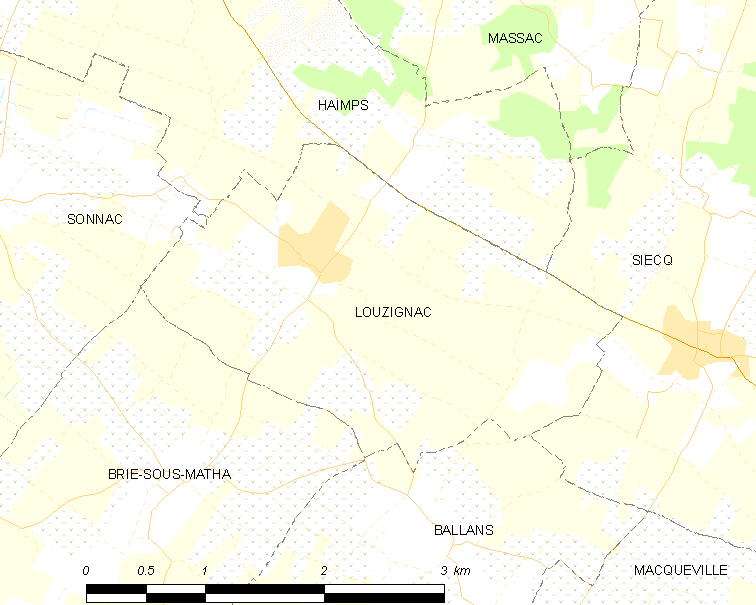
卢济尼亚克的OSM定位图

卢济尼亚克的时区为UTC+01:00、UTC+02:00（夏令时）。

## 行政
卢济尼亚克的邮政编码为17160，INSEE市镇编码为17212。

## 政治
卢济尼亚克所属的省级选区为马塔县。

## 人口

1962-2008年间卢济尼亚克人口变化图示

卢济尼亚克于2022年1月1日时的人口数量为172人。